# Ролс-Ројс оклопна кола
Оклопна кола Ролс-Ројс (енг. Rolls-Royce Armoured Car) су британска оклопна кола из Првог светског рата. Модернизована верзија коришћена је на колонијалним ратиштима Другог светског рата.

## Историја
Током 20-их година Британци су били главни корисници оклопних кола. Већина возила у армији и РАФ била су релативно лака, заснована на шасији Ролс-Ројс 4x2.

## Карактеристике
Ролс Ројс Модел 1920 били су готово исти као они из Првог светског рата. Ролс Ројс Модел 1924 и 1920 Марк Iа имали су мало прерађену куполу и куполицу за командира. Сви су били наоружани једним митраљезом Викерс калибра 0.303 инча у куполи. По избијању рата, јединице у Египту (11. Хусари) замениле су куполу отвореном верзијом са лаким митраљезом Брен и АТ пушком Бојс. РАФ је скинуо трупове са старих шасија и поставио их на шасију Фордсон 4x2, и изменио куполу да понесе АТ пушку Бојс поред митраљеза Викерс, уз митраљез Луис на крову. Након прилагођавања локалним условима, Ролс-Ројс се показао популарним у Северној Африци и на Блиском истоку, због чврстине и поузданости. До 1941. била су јасно застарела, и убрзо су уклоњена са линије фронта.